# Червень 2022
Червень 2022 — шостий місяць 2022 року, що розпочався у середу 1 червня та закінчився у четвер 30 червня.

## Події
- 2 червня — Вознесіння Господнє — велике релігійне свято, у християнстві вознесіння Ісуса Христа на небо, яке відбулося через 40 днів після Воскресіння.
- 2 червня — у Сполученому Королівстві та Співдружності націй розпочалися головні урочистості з нагоди 70-річчя вступу на престол Єлизавети II 6 лютого 1952 року та її коронації 2 червня 1953 року[1][2][3].
- 5 червня — До китайської космічної станції пристикувався пілотований корабель Шеньчжоу-14[4].
- 7 червня — У віці 86 років помер Володимир Білінський — український публіцист, дослідник історії[5].
- 12 червня, неділя — День Святої Трійці. П'ятидесятниця; святковий день в Україні.
- 13 червня — понеділок після Дня Святої Трійці; вихідний день в Україні.
- 20 червня — Верховна Рада України ратифікувала Стамбульську конвенцію[6].
- 20 червня — Восьмий апеляційний адміністративний суд заборонив політичну партію «Опозиційна платформа — За життя»[7].
- 23 червня — Європейська рада надала Україні статус кандидата на вступ до Європейського Союзу
- 24 червня — Свято Найсвятішого Серця Ісуса в Католицькій церкві.
- 26 червня — День молоді в Україні.
- 27 червня — Сергій Жадан одержав Премію миру німецьких книгарів[8].
- 27 червня — Російські війська завдали ракетного удару по торговельному центру Амстор у Кременчуці[9].
- 27 червня — У Росії настав дефолт за зовнішнім боргом[10].
- 30 червня — На саміті НАТО в Мадриді в новій стратегічній концепції Росія була визнана основною загрозою альянсу